# تارکوس
«تارکوس» (به انگلیسی: Tarkus) آلبومی از امرسون، لیک اند پالمر است که در سال ۱۹۷۱ میلادی منتشر شد.